# Jan Nagórski

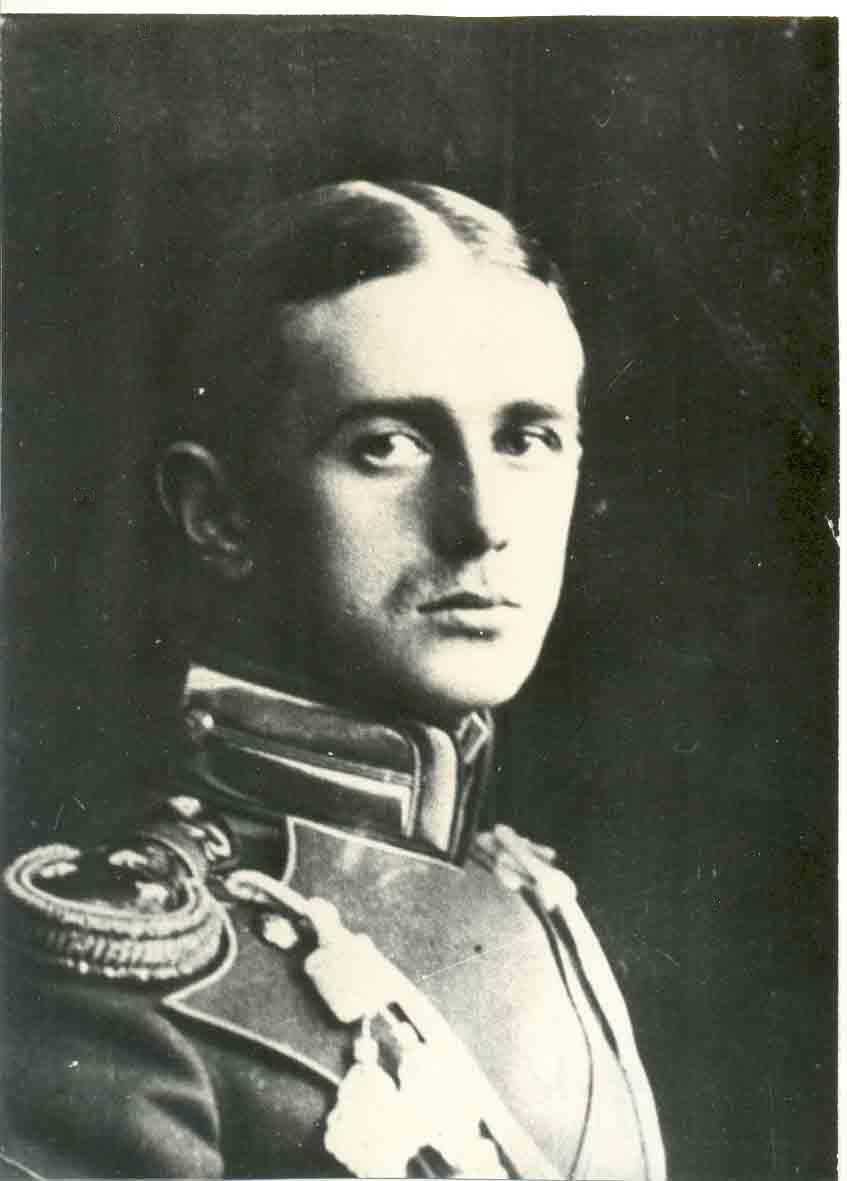
Jan Nagórski

Alfons Jan Nagórski  (russisch Ян Иосифович Нагурский, transkribiert Jan Iossifowitsch Nagurski; * 27. Januarjul. / 8. Februar 1888greg. in Włocławek; † 9. Juni 1976 in Warschau) war ein russisch-polnischer Pilot.

## Leben
Im Jahr 1914 führte Nagórski als Podporutschik der Kaiserlich Russischen Marine die ersten Motorflüge in der Arktis aus und erreichte dabei den 76. Breitengrad. Anlass war die Suche nach drei Arktisexpeditionen unter der Leitung von Georgi Sedow, Wladimir Russanow und Georgi Brussilow, die 1912 mit verschiedenen Schiffen gestartet und seitdem verschollen waren. Nagórskis Flugzeug war ein mit Schwimmern ausgerüsteter Farman-Doppeldecker, der von ihm im Frühjahr 1914 in Frankreich gekauft und per Schiffstransport über Norwegen und Murmansk nach Nowaja Semlja transportiert und dort von ihm und seinem Motorenwart Kusnezow montiert worden war. Am 8. August 1914 erfolgte der erste, vier Stunden und 20 Minuten dauernde Flug entlang der Küste von Nowaja Semlja, bei dem 450 km zurückgelegt wurden. Weitere vier Suchflüge folgten bis Ende August, dann wurde das Unternehmen abgebrochen. Im nachfolgenden Ersten Weltkrieg wurde Nagórski als Marineflieger eingesetzt. 1917 wurde er über der Rigaer Bucht von deutschen Jagdflugzeugen abgeschossen und als vermisst gemeldet. Da den zuständigen Stellen offenbar nicht bekannt war, dass er zwei Stunden nach dem Absturz zusammen mit seinem Bordwart von einem russischen U-Boot gerettet werden konnte, galt er nach der Oktoberrevolution in Sowjetrussland und der nachfolgenden Sowjetunion deshalb über mehrere Jahrzehnte als gefallen, was auch in den ersten Ausgaben der Großen Sowjetischen Enzyklopädie so angegeben wurde, bis der mittlerweile in Warschau lebende Nagórski 1956 diesen Irrtum aufklärte.
Die russische Polarstation Nagurskaja ist nach ihm benannt.